# Katastrofa śmigłowca Mi-8 w Dolinie Młynickiej
Katastrofa śmigłowca Mi-8 w Dolinie Młynickiej – katastrofa lotnicza, do której doszło 25 czerwca 1979 r. na terenie Doliny Młynickiej na terenie słowackich Tatr Wysokich.
W tym dniu ok. 14.35 ratownicy Horskéj služby TANAP-u zostali wezwani do rannej turystki z NRD, która w trakcie przejścia przez Bystry Przechód po stronie Doliny Młynickiej poślizgnęła się na śniegu i poraniła. Do akcji zadysponowano śmigłowiec Mi-8, którym z heliportu w Dolnym Smokowcu wraz z 3-osobową załogą poleciało sześciu ratowników górskich – w większości wybitnych wspinaczy, którzy zaledwie kilka dni wcześniej wrócili z wyprawy w Himalaje. Podczas wypatrywania położenia rannej turystki, około godziny 15.35 w rejonie południowych stoków Szczyrbskiego Szczytu, wydarzył się wypadek: duży i ciężki śmigłowiec, operując w wąskiej dolinie, dostał się w prądy powietrzne wywołane różnicami temperatur między nagrzanymi skałami a zacienionymi fragmentami terenu, uderzył w skały i spadł na ścieżkę poniżej progu Capiego Stawu. Tu nastąpił wybuch i pożar.
Meldunek o wybuchu i pożarze dotarł natychmiast z hotelu FIS w Szczyrbskim Jeziorze do centrali HS. Tu zadysponowano natychmiast wyjazd samochodami terenowymi kolejnej grupy ratowników. Na prośbę Słowaków z lotniska Sliač, na którym stacjonowały wówczas wojska radzieckie, wystartował siostrzany śmigłowiec Mi-8 w wersji przeciwpożarowej, jednak nim dotarł na miejsce, pożar już wygasał.
W wypadku na miejscu zginęli: mjr Vladimír Bačak (49 l.) - pierwszy pilot, mjr Václav Dvořák (42 l.) - mechanik pokładowy oraz ratownicy HS: Bernard Jamnický (36 l.), Pavol Huska (35 l.), Martin Hudák (33 l.), Štefan Estočko (25 l.). Ratownik Milan Kriššák (35 l.) - jeden z najwybitniejszych alpinistów słowackich, zdobywca Makalu w Himalajach, zmarł 2 lipca w szpitalu w Popradzie w wyniku powypadkowego zapalenia płuc. Drugi pilot śmigłowca Svätopluk Nitsch oraz ratownik Ladislav Janiga zostali ciężko ranni i poparzeni, a ich leczenie i rehabilitacja trwała wiele miesięcy.
Komisja badania wypadków lotniczych stwierdziła później, że przyczyną katastrofy była nieprzydatność śmigłowca Mi-8 do prowadzenia działań ratowniczych w środowisku wysokogórskim, a mianowicie w ograniczonej przestrzeni wąskich dolin tatrzańskich oraz w warunkach wirów powietrznych.
Turystka, której ratownicy spieszyli z pomocą, zeszła w dół z pomocą partnerów, nie interesując się krążącym śmigłowcem. Tam ją opatrzono. Na pytanie, dlaczego wzywała pomocy HS, odpowiedziała, że skoro miała w Czechosłowacji opłacone wszelkie świadczenia, to miała prawo żądać pomocy ratowników. Postawa ta, w połączeniu z niskim poziomem kultury turystycznej, jaką przedstawiali wówczas przybysze z NRD (niewłaściwy ekwipunek, krzyki w górach, strącanie kamieni itp.) spotkała się z krytyką zarówno po słowackiej, jak i polskiej stronie Tatr.